# هضبة التيه

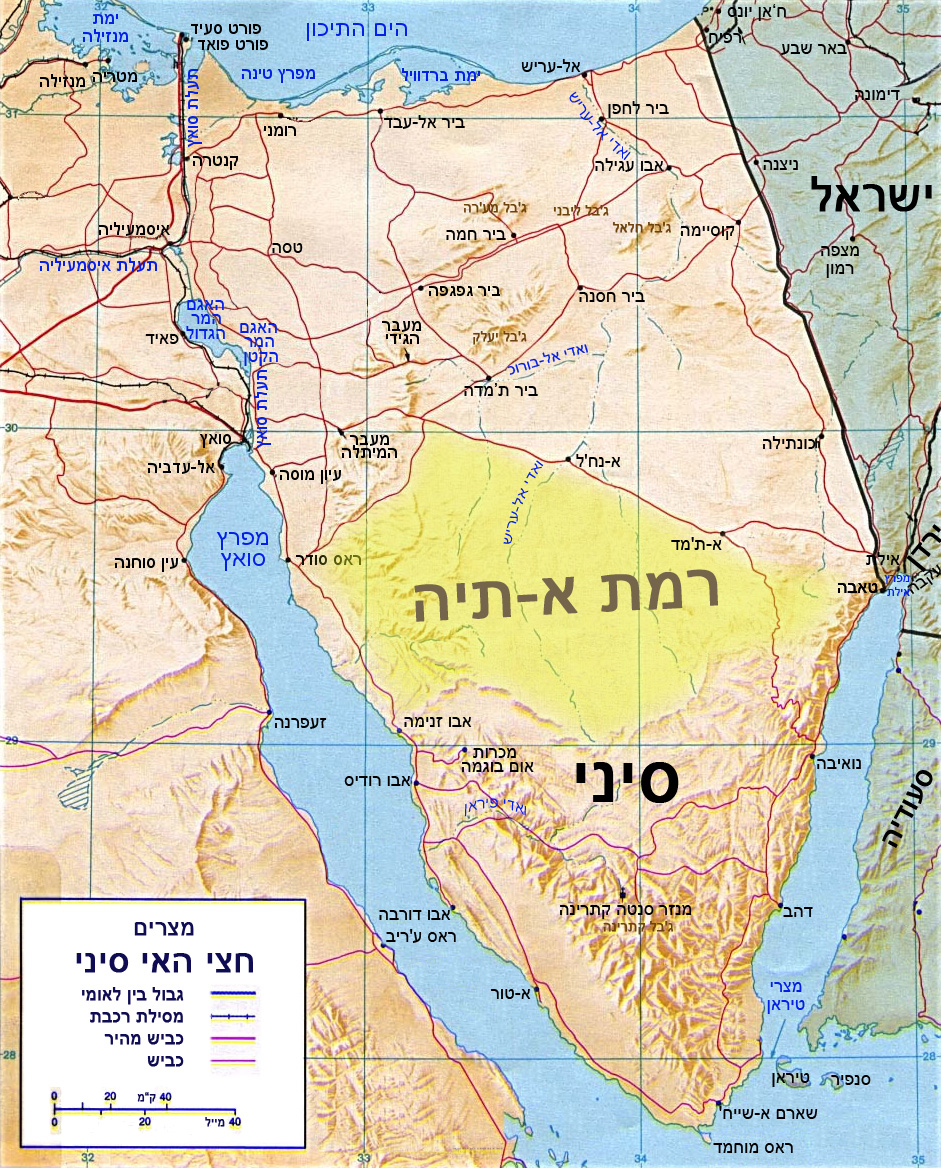
خريطة مظللة لشبه جزيرة سيناء، عام 1992، أنتجتها وكالة الاستخبارات المركزية الأمريكية.

هضبة التية هي إحدي هضاب القسم الأوسط في شبه جزيرة سيناء الذي يتكون من هضبتين رئيسيتين العجمة في الجنوب والتيه في الشمال ، وهضبة التيه تكونت في العصر الأيوسيني وهي شديدة الشبه بالهضبة الجيرية بالصحراء الشرقية وقد فصلها خليج السويس، ويقطع هضبة التيه عدد من الأودية الجافة قليلة العمق التي تنصرف ناحية البحر المتوسط ومن أهمها وادي العريش بروافده الذي يشغل المساحة الأكبر من الهضبة وتتجمع فيه الأمطار الشتوية.